# Murallas de Sovana
Las Murallas de Sovana constituyen el sistema defensivo de la aldea homónima e históricamente sintetizan las distintas épocas etrusca, medieval y renacentista.

## Muralla etrusca
Las murallas etruscas fueron construidas en distintas épocas del siglo VII a. C.
Se construyeron unos tramos de muro para delimitar el área arqueológica actual de Sovana en los puntos no protegidos por las escarpadas paredes rocosas de toba volcánica; Desde la necrópolis, la muralla cruza el Pianetto y se eleva a lo largo de las laderas de la colina en la que se construyó la Concatedral de San Pedro y San Pablo en la Edad Media.
Una segunda sección de la muralla etrusca, distinta de la anterior, se puede ver en la zona de la Fortaleza Aldobrandesca, en el lado opuesto de la ciudad. Estas muros formaron la base para la construcción de las murallas medievales, que se sustentaron parcialmente en las estructuras etruscas preexistentes.

## Muralla medieval
Las murallas medievales fueron construidas por los Aldobrandeschi entre el siglo XI y el siglo XII para proteger el pueblo de Sovana, uno de los principales enclaves controlados por esta familia en ese momento, y que en 1274 fue elevado a capital del condado.
Las estructuras de muros defensivos, en bloques de toba, rodearon completamente el pueblo medieval, adaptándose a la orografía de la meseta en la que se construyeron.
En el lado este, los muros de Sovana se fortalecieron aún más con la construcción de la imponente Fortaleza Aldobrandesca, en cuya base se pueden ver algunos vestigios de los muros defensivos preexistentes del período etrusco. En el lado interior de la fortaleza, se abrió una puerta de conexión con resto de la población.

## Muralla renacentista
Las murallas renacentistas son el resultado de los trabajos de renovación y ampliación realizados por los sieneses en varias fases entre el siglo XV y principios del siglo XVI, y por Cosme I de Médici , también a finales del siglo XVI, quin también ordenó la renovación de los murallas de Grosseto y la mejora de diversas fortificaciones ubicadas en el territorio actual de la provincia.
Las remodelaciones del siglo XVI dieron a las murallas de Sovana gran parte de su apariencia actual, ya que actualmente solo se han desaparecido algunas puertas de acceso.